# Tjebbo Gerritsma
Tjebbo Gerritsma, né le 9 janvier 1972 à Utrecht, est un acteur néerlandais.

## Filmographie

### Cinéma et téléfilms
- 1990 : Spelen of sterven (nl) de Frank Krom
- 1994 : De Sylvia Millecam Show (nl) : Michel Achterland
- 1995 : Goede tijden, slechte tijden : Leo
- 1995 : 12 steden, 13 ongelukken (nl)
- 1996 : Fort Alpha (nl) : Victor Z
- 1998 : De club (nl) : Billy
- 1998 : fl. 19,99 (nl) de Mart Dominicus : Le gardien de la chambre de garçon[2]
- 2004 : Alice in Glamourland (en) de Pieter Kramer[3]
- 2005 : Gadjé : Ben
- 2005 : Impasse : Ben
- 2005 : Grijpstra et de Gier (nl) : Stenley
- 2006 : Afblijven (nl) : Portier
- 2006 : Black Book (Zwartboek) de Paul Verhoeven : Garde de prison avec accordéon
- 2009 : Lover of Loser (nl) : Appie
- 2010 : Verborgen gebreken (nl) : Ronald
- 2011 : Flikken Maastricht : Serge van Rooy
- 2011-2012 : Iedereen is gek op Jack (nl) : Marco Keizer
- 2012 : Fidgety Bram (nl) de Anna van der Heide : Jaap Baas[4]
- 2013 : Patronen de Colin Huijser : Henry Keizer[5]
- 2013 : De Nieuwe Wereld de Jaap van Heusden : Sjors[6]
- 2014 : Welkom bij de Romeinen (nl) : Romein
- 2014 : Rechercheur Ria (nl) : Pieter Backx
- 2014 : Moordvrouw : Koos Ripperda
- 2014 : Kris Kras (nl) : Jaap
- 2014 : Gelukkig ben ik Gelukkig : Jasha
- 2015 : Clean Hands (nl) de Tjebbo Penning : Frans
- 2015 : Noord Zuid (nl) : Niek
- 2015 : Trollie : Jeroen
- 2016 : Soof 2 (nl) de Esmé Lammers : vriend Kasper[7]
- 2016 : Riphagen de Pieter Kuijpers : Joop Out[8]
- 2017 : Smeris (nl) : Tjebbo Leeksma
- 2017 : Voetbalmaffia : Mirko de Kroon
- 2017-2018 : Wakker Worden! : Ronald
- 2018 : Le Banquier de la Résistance (Bankier van het Verzet) : Henri Ter Meulen
- 2018 : Soof: een nieuw begin (nl) : Arjen
- 2019 : Verliefd op Cuba (nl) : Alex